# Lasioglossum xystonotum
Lasioglossum xystonotum är en biart som först beskrevs av Joseph Vachal 1894.  Lasioglossum xystonotum ingår i släktet smalbin, och familjen vägbin. Inga underarter finns listade i Catalogue of Life.